# Trichillidium brevisetosum
Trichillidium brevisetosum är en skalbaggsart som beskrevs av Henry Fuller Howden och Young 1981. Trichillidium brevisetosum ingår i släktet Trichillidium och familjen bladhorningar. Inga underarter finns listade i Catalogue of Life.